# Iain Turner
Iain Robert Turner (Stirling, 26 gennaio 1984) è un ex calciatore scozzese, di ruolo portiere.